# Збагачувальна фабрика Роузбері

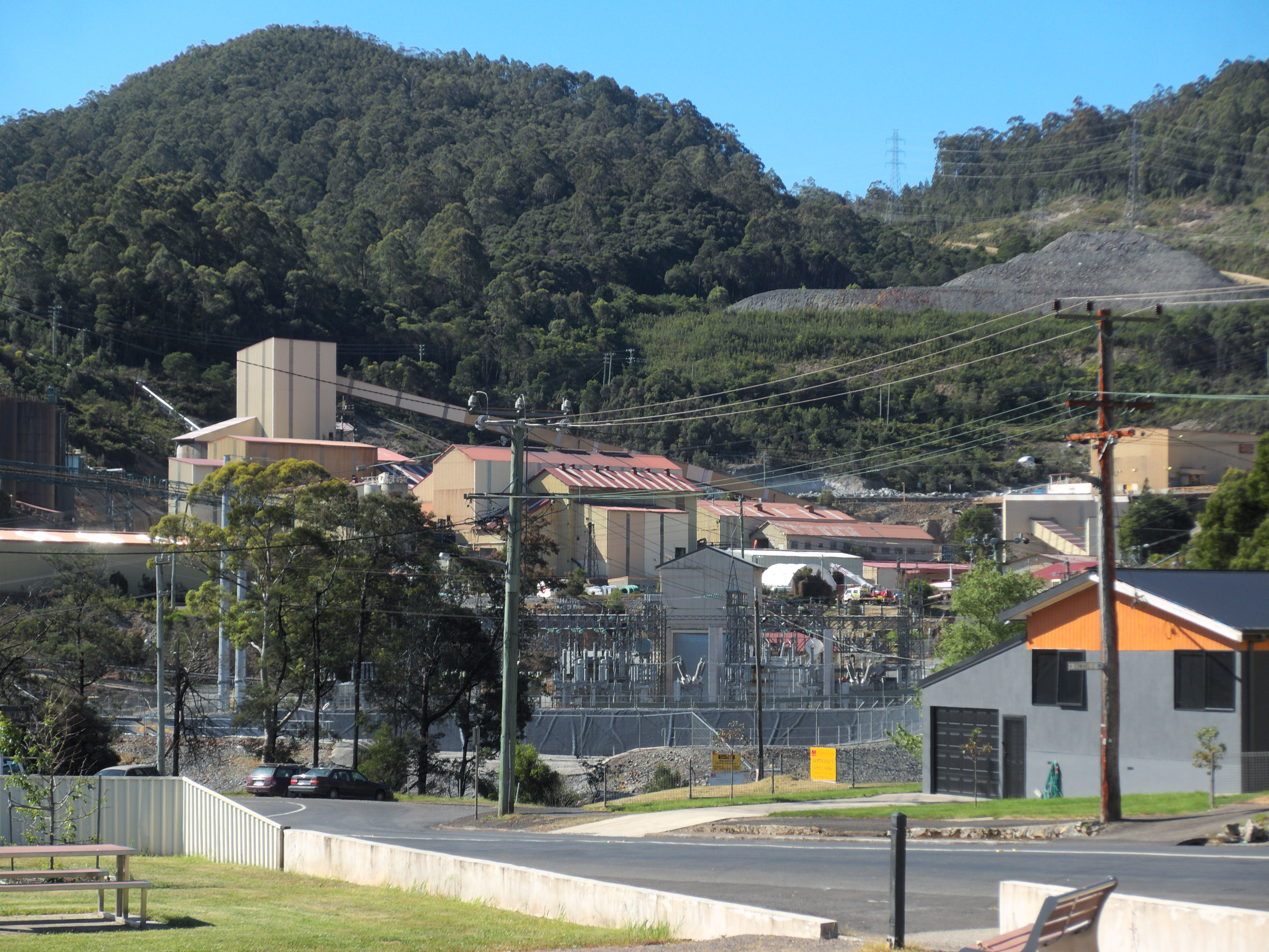
Елементи облаштування копальні Роузбері

Збагачувальна фабрика Роузбері – підприємство гірничодобувної галузі на австралійському острові Тасманія.
З другої половини 1890-х та по середину 1910-х років здійснили кілька спроб розробки великого родовища Роузбері, проте існувала серйозна технологічна проблема з плавкою руди – вона містила дуже багато цинку, який не могли вилучати на місцевому плавильному завод у Зіхані, орієнтованому на роботу з срібно-свинцевою рудою. Як наслідок, хоча завод і споживав певну частку руди Роузбері, проте цинк потрапляв у шлак. Для вирішення «цинкової» проблеми спробували розробити нову технологію плавки, що передбачала вилуговування з цинку з обпаленої (кальцинованої) руди, після якого залишався свинцево-срібний залишок. Технологія пройшла апробацію на одному з британських заводів, після чого в 1909-му компанія  Tasmanian Metals Extraction Company почала будівництво заводу в Роузбері, який мав переробляти 100 тонн руди на добу. Завод ввели в дію у 1912-му, проте через наявні технологічні проблеми були змушені закрити вже у 1914-му.
У підсумку вдосконалення технології флотації дало шлях до вилучення цинку з руди Роузбері, і в 1927-му Electrolytic Zinc Company, що мала на Тасманії цинкоплавильний завод у Гобарті, почала будівництво збагачувальної фабрики Роузбері. У 1930-му на тлі світової економічної кризи роботи зупинили і лише в 1935 році вдалось продовжити будівництво. Нарешті, в 1936-му збагачувальна фабрика випуск роздільних свинцевого та цинкового концентратів, при цьому біля 60% руди на той час отримували з копальні Розубері, тоді як інші 40% постачав розташований південніше рудник Геркулес, від якого проклали канатну дорогу завдовжки 6,5 кілометра. Є відомості про надходження до Роузбері руди з невеликої копальні Маунт-Фарелл (її продукція була багата на свинець, проте містила доволі мало цинку).
В 1942-го на тлі Другої свтової війни почали продукування мідного концентрату, який був особливо затребуваний військовою промисловість. 
Цинковий концентрат відправляли залізницею до Зіхану, де колишній плавильний завод проводив його випал (кальцинування). З 1948-го майданчику в Зіхані припинив діяльність, після чого роботу з цинковим концентратом зосередили на зазначеному вище заводі в Гобарті. Свинцевий концентрат відправляли на металургійний комплекс в Порт-Пірі. Вивіз продукції здійснювали залізницею до порту Берні на північному узбережжі Тасманії. 
Первісно потужність збагачувальної фабрики становила 20 тонн на годину (175 тисяч тонн на рік при безперервній роботі). В 1961-му її довели до 30 тонн на годину, у 1971-му збільшили до 60 тонн, а в 1981-му цей показник досягнув 120 тонн на годину (біля 1 млн тонн).
Рудник Геркулес закрився у 1986-му. З 1981-го фабрика отримувала руду копальні Кю-Рівер, яка за проектом мала постачати від 150 до 200 тисяч тонн на рік. Втім, запаси Кю-Рівер були невеликі і вже у 1991-му підійшли до вичерпання.
Руда Роузбері містить певні обсяги золота та срібла. Тривалий час золото відправляли у складі мідного концентрату, допоки в 1987-му фабрику не оповнили цехом гравітаційного вилучення цих металів. З 1992-го їх випускали у вигляді сплаву доре, в якому частки золота та срібла складають 60% та 30% відповідно.
Ще в 1956-му власник копальні був переформатований у EZ Industries, яку в 1984-му поглинула компанія North Broken Hill Peko. Вже у 1988-му остання об’єднала з Conzinc RioTinto Australia (CRA) цинкові активи зі сторенням концерну Pasminco, який наступного десятиліття потрапив у скрутне фінансове становище, а потім і збанкрутував. В 2004-му на основі Pasminco створили Zinifex, з якої в 2007-му виділили плавильний бізнес (зі створенням Nyrstar), а в 2008-му гірничодобувний дивізіон унаслідок злиття Zinifex та Oxiana перейшов до компанії OZ Minerals. Вже у 2009-му основна частина рудників OZ Minerals (і серед них Роуздері) була продана компанії China Minmetals Corporation (CMC), що створила з покупки компанію Minerals and Metals Group (MMG).
В 2008-му збагачувальна фабрика змогла видати 85 тисяч тонн цинку, 29 тисяч тонн свинцю, 2 тисячі тонн міді та біля 1 тонни сплаву доре. З плином часу вміст цільових компонентів знизився, так, в 2024-му переробили 1 млн тонн руди, проте отримали лише 56 тисяч тонн цинку.